# Matthias Morys
Matthias Morys (* 19. März 1987 in Waiblingen) ist ein ehemaliger deutscher Fußballspieler. Er spielte bevorzugt auf den Außenpositionen im Sturm. Des Weiteren galt er mit 11,0 Sekunden auf 100 Meter als sehr schneller Spieler.

## Karriere
Von 2005 bis 2006 spielte Morys beim 1. FC Normannia Gmünd in der Fußball-Oberliga Baden-Württemberg, wechselte dann zum VfB Stuttgart II, für den er von 2006 bis 2008 in 56 Spielen in der Regionalliga Süd sieben Tore erzielte. Obwohl er in der neuen Saison im Bundesligakader des VfB stand, sah er keine große Chance zu einem Einsatz. Deshalb wechselte Morys zu Beginn der Spielzeit 2008/09 zu Kickers Offenbach, um mit dem komplett neu formierten Team die erste 3. Liga-Saison zu bestreiten.
Morys wechselte im Juli 2009 ablösefrei zum bulgarischen Erstligisten FC Tschernomorez Burgas. Nach dem Weggang von Manager Fredi Bobic im Juli und Trainer Krassimir Balakow im Dezember 2010 wurde er dort aussortiert.
Nachdem sein erster Versuch, zum Drittligisten VfR Aalen zu wechseln, noch im Dezember 2010 durch die Entlassung des Trainers Rainer Scharinger gescheitert war, wurde er im zweiten Anlauf nach einem erneuten Probetraining unter Nachfolger Ralph Hasenhüttl im Januar 2011 doch verpflichtet.
Im Sommer 2011 schloss sich Morys dem Regionalligisten SG Sonnenhof Großaspach an. Dort erzielte er als erfolgreichster Torschütze in 41 Spielen 27 Tore.
Zum 1. Januar 2013 verpflichtete ihn der damalige Regionalligist RB Leipzig. Er unterschrieb einen Dreieinhalbjahresvertrag bis Ende Juni 2016. Mit Leipzig schaffte er in der Folge den Durchmarsch von der Regionalliga in die 2. Bundesliga. Im Januar 2015 wurde Morys für die restliche Saison an Großaspach verliehen, die mittlerweile in die 3. Liga aufgestiegen waren.
Im Sommer 2015 unterschrieb er einen Zweijahresvertrag beim Drittligisten VfR Aalen.
Nach dem Abstieg Aalens aus der 3. Liga wechselte er zur Saison 2019/20 zum österreichischen Zweitligisten SC Austria Lustenau, bei dem er einen bis Juni 2021 laufenden Vertrag erhielt.
Bereits in der Winterpause verließ der Stürmer Lustenau nach zwölf Zweitligaeinsätzen vorzeitig und unterschrieb zum dritten Mal einen Vertrag bei der SG Sonnenhof Großaspach, der bis Juni 2020 gültig war.
Im Juli 2020 beendete er seine Profikarriere und spielte ab Januar 2022 bei der SG Schorndorf.